# اچ. بی. وارنر
هنری بایرون وارنر (انگلیسی: H. B. Warner؛ ۲۶ اکتبر ۱۸۷۵ – ۲۱ دسامبر ۱۹۵۸) هنرپیشه اهل بریتانیا بود.
از فیلم‌هایی که وی در آن نقش داشته‌است، می‌توان به نمایش نمایش‌ها،  سانست بلوار، چه زندگی شگفت‌انگیزی، آقای دیدز به شهر می‌رود، نمی‌توانی این را با خودت ببری، ده فرمان، آقای اسمیت به واشینگتن می‌رود، پایان پنج ستاره، ماجراهای مارکو پولو، داستان دو شهر، افق گمشده و فصل باران آمد اشاره کرد.